# 노지마코엔역
노지마코엔역(일본어: 野島公園駅)은 일본 가나가와현 요코하마시 가나자와구에 있는 요코하마 신도시 교통 가나자와 시사이드 라인의 역이다. 역 번호는 13이다.

## 역 구조
섬식 승강장 1면 2선의 고가역이다. 승강장의 하부에 역사가 있지만 무인역이다. 자동 매표기와 자동 개찰기가 설치되어 있다. 2008년 3월 말에 승강장과 개찰구를 연결하는 엘리베이터가 2009년 3월에 개찰구와 지상을 연결하는 엘리베이터가 설치되었다.

### 승강장
| 번호 | 노선          | 방향 | 행선                      |
| ---- | ------------- | ---- | ------------------------- |
| 1    | 시사이드 라인 | 하행 | 가나자와핫케이 방면       |
| 2    | 시사이드 라인 | 상행 | 나미키추오・신스기타 방면 |

## 역 주변
역 인근에 바다가 있다. 역 자체는 가나자와 구 히라카타초에 위치하면서, 역명의 노지마 공원은 강 건너 노지마에 소재한다.
- 노지마 청소년 수련장
- 제생회 와카쿠사 병원
- 가나자와 어항

## 역사
- 1989년 7월 5일: 영업 개시.
- 2005년 3월 22일: 자동 매표기 갱신, 사용 개시.

## 인접역
| 요코하마 신도시 교통 가나자와 시사이드 라인 | 요코하마 신도시 교통 가나자와 시사이드 라인 | 요코하마 신도시 교통 가나자와 시사이드 라인 |
| ------------------------------------------- | ------------------------------------------- | ------------------------------------------- |
| 12 우미노코엔미나미구치 신스기타 방면       |                                             | 가나자와핫케이 14 가나자와핫케이 방면       |